# スマール
スマール（スペイン語: Sumar）は、スペインの左翼及び進歩主義による選挙連合である。

## 沿革
2021年5月にパブロ・イグレシアスが政界引退をしたことにより、副首相のヨランダ・ディアスがイグレシアスの後継として次期総選挙での首相候補と目されるようになった。